# ند لوک
ند لوک (انگلیسی: Ned Luke؛ زادهٔ ۴ اکتبر ۱۹۵۸) هنرپیشه، صداپیشه اهل ایالات متحده آمریکا است. وی از سال ۱۹۸۴ میلادی تاکنون مشغول فعالیت بوده‌است.
از فیلم‌ها یا برنامه‌های تلویزیونی که وی در آن نقش داشته‌است می‌توان به پروفسور دیوانه، خرس اشاره کرد.
او همچنین صداپیشه شخصیت (مایکل دسانتا) در بازی ویدئویی اتومبیل‌دزدی بزرگ ۵ را بر عهده داشته است.

## زندگی شخصی
ند لوک در ۴ اکتبر ۱۹۵۸ در دانویل، ایلینوی از خانواده سیندی زاده شد.